# Granyena de Segarra
Granyena de Segarra település Spanyolországban, Lleida tartományban. Granyena de Segarra Tàrrega, Verdú, Granyanella, Cervera, Ribera d’Ondara és Montornès de Segarra községekkel határos. Lakosainak száma 145 fő (2024).

## Népesség
A település népessége az utóbbi években az alábbiak szerint változott:
| Lakosok száma | 180  | 513  | 505  | 352  | 204  | 144  | 138  | 136  | 142  | 145  |
|               | 1717 | 1887 | 1936 | 1960 | 1986 | 2004 | 2009 | 2014 | 2019 | 2024 |